# الملة الرومية

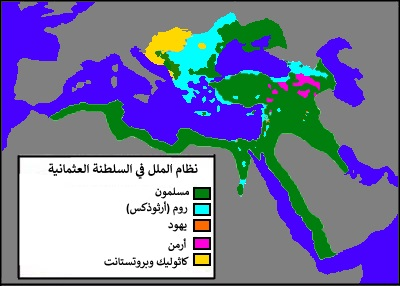

الملة الرومية (بالتركيَّة: millet-i Rûm) هو اسم المجتمع المسيحي الأرثوذكسي في الدولة العثمانية. كانت الملّة الأرثوذكسية أكبر الملل غير الإسلامية في الدولة العثمانية، وقد انقسم أتباعها إلى عدّة كنائس أبرزها كنيسة الروم، والأرمن، والأقباط، والبلغار، والصرب، والسريان، وكانت هذه الكنائس تُطبق قانون جستنيان في مسائل الأحوال الشخصية. خصّ العثمانيون المسيحيين الأرثوذكس بعدد من الامتيازات في مجاليّ السياسة والتجارة، وكانت هذه في بعض الأحيان بسبب ولاء الأرثوذكسيين للدولة العثمانية.